# 松下奈緒
松下 奈緒（まつした なお、1985年2月8日 - ）は、日本の女優、ピアニスト、作曲家、歌手。
奈良県生駒市生まれ、兵庫県川西市出身。東京音楽大学音楽学部音楽学科ピアノ専攻卒業。所属事務所はジェイアイプロモーション。所属レーベルはエピックレコードジャパン。
身長174cm。血液型はAB型。

## 来歴

### 生い立ち
音楽好きの両親のもとさまざまな音楽が流れる家で育ち、もともと母がピアノを弾いていた影響で3歳からピアノを始め、ヤマハ音楽教室に学ぶ。「人より動物に出合うことの方が多かった」という兵庫県川西市の自然豊かな環境の中で野山を駆け回りつつ育ち、1996年放送のフジテレビ系のテレビドラマ『ロングバケーション』を見て山口智子演じる「南ちゃん」に憧れて女優を志すようになる。
高校在学中の2000年にはモデル事務所エリートジャパン主催のコンテストでグランプリを受賞してモデルとなり、同社に所属して翌2001年の日本コカ・コーラ「爽健美茶」のテレビCM「天気雨」篇などに出演した経験がある。
2003年上京、東京音楽大学音楽学部音楽学科ピアノ専攻に入学。仕事が多忙を極めたことによる1年の留年を経て、2008年卒業。

### 女優として
大学在学中の2004年、連続テレビドラマ『仔犬のワルツ』（日本テレビ）で女優デビューし、代役なしでピアノを演奏した。2006年担当マネージャーの独立に伴い4月研音からジェイアイプロモーションに移籍。同年11月公開の『アジアンタムブルー』で映画に初出演。2008年12月30日、第50回日本レコード大賞（TBSテレビ・ラジオ）で音楽番組の初司会を務めた。
2010年度前期の連続テレビ小説『ゲゲゲの女房』（NHK総合）に主演し、本格的にブレイク、主題歌であるいきものがかりの『ありがとう』のピアノによるカバーも行った。「2010ヒット番付TOP50」で21位にランクされるとともに、「男優・女優100人通信簿」に初めて掲載された。また、2010年のタレントCM起用社数ランキングに基づき、昨年のランク外から急上昇と報じられた。
同年の『第42回思い出のメロディー』及び『第61回NHK紅白歌合戦』（ともにNHK総合・ラジオ第1）の司会にも起用された。2011年の『CONTROL〜犯罪心理捜査〜』（フジテレビ）で、民間放送の連続テレビドラマに初主演。
2014年の「V4＋日本」交流年親善大使を委嘱される。
2018年度後期の連続テレビ小説『まんぷく』に安藤サクラ演じるヒロインの姉役で出演、『ゲゲゲの女房』以来8年ぶりの朝ドラ出演となる。また、同ドラマではおばあちゃん役をやっている。

### ピアニスト・作曲家・歌手として
2005年のNHK大河ドラマ『義経』のエンディング解説「義経紀行」の音楽でピアノ演奏を担当、『義経』のサントラCDにも収録されている。
2006年10月にエピックレコードジャパンより1stアルバム『dolce』をリリースしピアニスト、作曲家としてデビュー。同アルバムはインストゥルメンタルとしては異例となるオリコンチャート初登場37位を記録した。翌2007年4月1日には東京芸術劇場で日本フィルハーモニー交響楽団（指揮：渡邊一正）とモーツァルトの『ピアノ協奏曲第20番』にて共演し、アンコールでは自身が作曲しアルバム『dolce』にも収録されている「わんこ」をソロで披露した。
さらにTBS系テレビドラマ『タイヨウのうた』（2006年）でシンガーソングライター役を演じて歌を披露したことを契機に「声」という楽器に目覚め、歌手活動を希望するファンの要望に応えて、2007年7月にはアニメ映画『ピアノの森』の主題歌シングル「Moonshine〜月あかり〜」で歌手としてもデビュー。その歌声を、後に「涙くんさよなら」でデュエットした鈴木雅之は「ノスタルジックな時代に連れて行ってくれるような無垢な歌声」と評した。
2007年度後期のNHK連続テレビ小説『ちりとてちん』のオープニングテーマでピアノ演奏を担当。同年10月12日、東京ディズニーシーでのスペシャルライブ「ビッグバンドビート〜ディズニー・ア・ラ・カルト スペシャルバージョン」に出演。
2008年3月、映画『チェスト!』のヒロイン・主題歌・ピアノ演奏・劇音楽作曲を務める。同年4月、主演映画『砂時計』の劇中で使われている楽曲のピアノ演奏を手掛け、サントラCDにも収録されている。
2011年4月から6月に、『ゲゲゲの女房』のゆかりの地を巡り、自身2度目のツアー『松下奈緒コンサートツアー”Scene#25”』が行われた。
2012年、主演ドラマ『早海さんと呼ばれる日』（フジテレビ）で、劇中曲も書き下ろし楽曲を提供した。アルバム『for me』収録の「Save the Dream」が、第19回日本プロ音楽録音賞の部門A「2ch パッケージメディア」クラシック、ジャズ等にて、最優秀賞を受賞した。
2019年2月6日、約4年ぶりとなるアルバム『Synchro』を発売。
2024年5月8日、通算9枚目のオリジナル・アルバム『souNds!』を発売。また5月26日・6月23日には、2年ぶりとなるワンマンライブ『松下奈緒 20th ANNIVERSARY LIVE』を大阪新歌舞伎座と東京国際フォーラム ホールCにて開催。東京公演当日は、洋裁が趣味である松下が、自身で作成した黄色いスカートを着用してステージに登場。5月に発売したアルバム『souNds!』の収録曲を中心に全23曲を披露した。

## 人物
家族構成は、両親と妹1人。実家暮らしが続いてひとり暮らしの経験がなく、家事全般を苦手としている。料理もあまりすることはなく、レトルト食品のソースを使ってパスタを作れる程度である。
スポーツが苦手。『週刊文春』のインタビューで阿川佐和子から苦手なものを尋ねられ、スポーツ全般を挙げている。『CONTROL〜犯罪心理捜査〜』ではドラマ内でしばしば全力疾走する姿が見られるが、チームスポーツや道具を使うスポーツが一切できず、跳び箱や鉄棒も苦手。2016年のドラマ『早子先生、結婚するって本当ですか?』（フジテレビ）では、女優デビュー以来ずっとロングだった髪を主人公の役柄に合わせ約30センチ切ったショートヘアで撮影に臨んだ。

## 出演
主演作品は太字表記

### テレビドラマ
- 仔犬のワルツ（2004年、日本テレビ） - 鴻池聖香 役
- 人間の証明（2004年、フジテレビ） - 朝枝路子 役
- X'smap〜虎とライオンと五人の男〜（2004年、フジテレビ） - アキコ 役
- 恋におちたら〜僕の成功の秘密〜（2005年、フジテレビ） - 白川香織 役
- トップキャスター（2006年、フジテレビ） - 野原芽衣 役
- タイヨウのうた（2006年、TBS） - 橘麻美 役
- Good Job〜グッジョブ（2007年、NHK総合） - 上原草子 役[41]
- まるまるちびまる子ちゃん『まる子と子犬』（2007年、フジテレビ） - 獣医 役
- 君の望む死に方（2008年、WOWOW） - 碓氷優佳 役
- 猟奇的な彼女（2008年、TBS） - 浅倉南 役
- 監査法人（2008年、NHK総合） - 山中茜 役
- 課長島耕作（2008年6月25日、日本テレビ） - 大町久美子 役
  - 課長島耕作2〜香港の誘惑〜（2008年10月1日）
- 恋空（2008年、TBS） - 桜井ミナコ 役
- 本日も晴れ。異状なし（2009年、TBS） - 西門うらら 役
- おひとりさま（2009年、TBS） - 沢井君香 役
- 連続テレビ小説（NHK総合）
  - ゲゲゲの女房（2010年） - 村井（飯田）布美枝 役
  - まんぷく（2018年 - 2019年） - 香田克子 役[25]
- いちごとせんべい（2010年、NHK総合） - 佐々木綾子 役
  - 割れたせんべい（2010年）
- 医龍 -Team Medical Dragon-3（2010年、フジテレビ） - 根岸紗江 役（第2話ゲスト）
- 東野圭吾ドラマスペシャル 探偵倶楽部（2010年、フジテレビ） - 漆原こずえ 役
- CONTROL〜犯罪心理捜査〜（2011年、フジテレビ） - 瀬川理央 役
- 遺恨あり 明治十三年 最後の仇討（2011年、テレビ朝日） - なか 役
- 熱中時代（2011年、日本テレビ） - 朝比奈遥 役
- 胡桃の部屋（2011年、NHK総合） - 三田村桃子 役
- マルモのおきて スペシャル（2011年、フジテレビ） - 金井優梨子 役
- 世にも奇妙な物語 2011年 秋の特別編「憑かれる」（2011年、フジテレビ） - 倉田聖美 役
- 早海さんと呼ばれる日（2012年、フジテレビ） - 早海優梨子 役
- ブラックボード〜時代と戦った教師たち〜第3夜（2012年、TBS） - 滝沢桃子 役
- 早海さんと呼ばれる日スペシャル（2012年、フジテレビ） - 早海優梨子 役
- 東野圭吾ミステリーズ「エンドレス・ナイト」（2012年、フジテレビ） - 田村厚子 役
- 鴨、京都へ行く。-老舗旅館の女将日記-（2013年、フジテレビ） - 上羽鴨 役
- 二十四の瞳（2013年、テレビ朝日） - 大石久子 役
- 花の鎖（2013年、フジテレビ） - 梨花 役
- 屍活師〜女王の法医学〜（2013年、フジテレビ） - 桐山ユキ 役
- 芙蓉の人〜富士山頂の妻（2014年、NHK総合） - 野中千代子 役
- ディア・シスター（2014年、フジテレビ） - 深沢葉月 役
- 闇の伴走者（2015年、WOWOW） - 水野優希 役[42]
  - 闇の伴走者〜編集長の条件（2018年3月31日 - 4月28日）[43][44]
- タイヨウのうた（ベトナム版）（2015年） - 橘麻美 役[45]
- 新春スペシャルドラマ 坊っちゃん（2016年1月3日、フジテレビ） - マドンナ 役[46]
- 恋の三陸 列車コンで行こう!（2016年2月27日 - 3月12日、NHK総合） - 岩渕由香里 役[47]
- 天才バカボン〜家族の絆（2016年3月11日、日本テレビ） - バカボンのママ 役[48]
  - 天才バカボン2（2017年1月6日）
  - 天才バカボン3～愛と青春のバカ田大学（2018年5月4日）
- 早子先生、結婚するって本当ですか?（2016年4月21日 - 6月16日、フジテレビ） - 立木早子 役[40]
- 往復書簡〜十五年後の補習（2016年9月30日、TBS） - 岡野万里子 役[49]
- 特命指揮官 郷間彩香（2016年10月22日、フジテレビ） - 郷間彩香 役[50]
- 24時間テレビ40 ドラマスペシャル 時代をつくった男 阿久悠物語（2017年8月26日、日本テレビ） - 深田雄子 役[51]
- トットちゃん!（2017年10月2日 - 12月22日、テレビ朝日） - 黒柳（門山）朝 役[52][注 6]
- 今からあなたを脅迫します 第6話 - 最終話（2017年11月26日 - 12月17日、日本テレビ） - 来栖稚奈 役[53]
- 俺のスカート、どこ行った?（2019年4月20日 - 6月22日、日本テレビ） - 長井あゆみ 役[54]
- 引き抜き屋〜ヘッドハンターの流儀〜（2019年11月20日- 、WOWOW） - 鹿子小穂 役[55]
- 贋作 男はつらいよ 第1話・第2話（2020年1月5日・12日、NHK BSプレミアム） - 高見歌子 役[56]
- アライブ がん専門医のカルテ（2020年1月9日 - 3月19日、フジテレビ） - 恩田心 役[57]
- レッドアイズ 監視捜査班（2021年1月23日 - 3月27日、日本テレビ） - 島原由梨 役[58]
- 裕さんの女房（2021年4月17日、NHK BSプレミアム） -  石原まき子 役[59]
- 脳科学弁護士 海堂梓 ダウト（2021年4月12日、テレビ東京） - 海堂梓 役[60]
- ドクターX〜外科医・大門未知子〜 第5話（2021年11月11日、テレビ朝日） - 那須田灯 役
- 風よ あらしよ（2022年、NHK BS4K・BSプレミアム） - 平塚らいてう 役[61]
- Get Ready!（2023年1月8日 - 3月12日、TBS） - 依田沙姫 役[62][63]
  - ゲトレ夕暮れ大暴れ 第八話・第九話（2023年2月28日・3月7日、Paravi）
- CODE-願いの代償-（2023年7月2日 - 9月3日、読売テレビ・日本テレビ） - 三輪円 役[64]
- 大奥 Season2「医療編」（2023年10月3日 - 31日、NHK総合） - 田沼意次 役[65][66]
- 必殺仕事人（2023年12月29日、ABCテレビ・テレビ朝日） - 髪結い師の棗 役[67]
- 恋愛戦略会議（2024年3月13日 - 16日、フジテレビ） - 倉持冬子 役[68]
- スカイキャッスル（2024年7月25日 - 9月26日、テレビ朝日） - 浅見紗英 役[69][70]
- 水平線のうた（2025年3月1日・8日、NHK総合・NHK BSプレミアム4K） - 大林早苗 役[71]
- 家政夫のミタゾノ 第7シーズン 最終話（2025年3月11日、テレビ朝日） - 折原果歩 役[72]
- 大追跡〜警視庁SSBC強行犯係〜（2025年7月9日 - 、テレビ朝日） - 青柳遥 役（大森南朋、相葉雅紀とトリプル主演）[73]

### 映画
- アジアンタムブルー（2006年、角川ヘラルド映画） - 続木葉子 役
- 未来予想図 〜ア・イ・シ・テ・ルのサイン〜（2007年、松竹） - 宮本さやか 役
- XX（エクスクロス） 魔境伝説（2007年、東映） - 水野しより 役
- チェスト!（2008年、ティ・ジョイ） - 白石奈津子 役
- 砂時計（2008年、東宝） - 水瀬杏 役
- 沈まぬ太陽（2009年、東宝） - 桶田恭子 役
- 母を亡くした時、僕は遺骨を食べたいと思った。（2019年、アスミック・エース） - 真里 役[9]
- エンジェルサイン（2019年、ノース・スターズ・ピクチャーズ） - アイカ 役[74]
- 風よ あらしよ 劇場版（2024年、太秦） - 平塚らいてう 役[75]
- 風の奏の君へ（2024年、ナカチカピクチャーズ） - 青江里香 役[76]

### 日本語版吹替
- ドクター・ストレンジ（2017年） - クリスティーン・パーマー〈レイチェル・マクアダムス〉 役[77]
  - ドクター・ストレンジ/マルチバース・オブ・マッドネス（2022年）[78]

### CM・広告
- コカ・コーラ「爽健美茶」（2001年）
- マックスファクター（2004年 - 2006年）
- ask.jp（2005年）
- ブルボン「ルマンド」
- サントリー
  - 「マカディア・スパークリング」（2005年）
  - 「モルツ」（2007年）
- 森永製菓（2006年）
  - 「ダース」
  - 「プレミオココア」
- ジョンソン・エンド・ジョンソン「ワンデー アキュビュー モイスト」
- ユニクロ（2007年）
- イー・モバイル（2007年）
- LIXIL住宅研究所「アイフルホーム」（2007年 - ）
- SONY「VAIO」（2008年）
- 武田薬品工業
  - 「アリナミンR」（2009年 - 2011年）[79]
  - 「アリナミンV」（2010年 - 2011年）
- コーセー
  - コーセーコスメポート「サロンスタイル」（2009年 - 2011年）
  - コスメデコルテ「モイスチュアリポソーム」（2011年 - ）
  - 「肌極」（2012年 - ）[80]
- アサヒビール
  - 「アサヒ ザ・マスター」（2009年 - 2010年）[81]
  - 「クリアアサヒ」（2010年）[82]
  - 「クリアアサヒ プライムリッチ」（2013年 - ）[83]
- ブラザー工業「MyMio」（2010年 - 2011年）[84]
- ヤマハ発動機「EC-03」（2010年 - 2011年）[85]
- JAバンク（2010年 - ）[86]
- 富士通ゼネラル「nocria」（2011年 - 2016年1月）[87]
- LIXIL「リクシルって知ッテル?」（2011年）[88]
- 明治
  - 「明治ヘルシーソフト オフスタイル 脂肪分70%オフ」（2011年 - ）
  - 「ふんわりムースソフト」（2012年）[89]
  - 「チーズがこんがりソフト」（2013年）[90]
  - 「ヘルシーソフト オフスタイル」
- ライオン「バファリン プレミアム」（2014年 - ）[91]
- JSコーポレーション
- トヨタレンタリース（2015年 - ）
- カネボウ化粧品 DEW（2017年 - ） - アンバサダー[92]
- JTB（2023年 - ）[93]
- ケネディクス（2024年 - ）[94]
- 佐藤製薬「リングルアイビーα200」（2025年 - ）[95]

### ドキュメンタリー
- メンデルスゾーン幻想（2008年、BS日本）
- アンデルセンへのラブレター（2009年、BS日本）
- 心の都へ -スペシャル- 美しき古都…千年の旅人（2009年 - 2011年、日本テレビ） - 旅人（2011年2月20日は、ナレーション）
- 松下奈緒が恋したメロディ コルテオを巡る旅 〜Journey to the World of CORTEO〜（2009年、フジテレビ）
- NHKスペシャル 日本列島 奇跡の大自然（2010年、NHK総合）[96] - 案内人
- 松下奈緒「ショパン、私の恋人。」（2010年、BS日テレ）
- 復活! 桑田佳祐ドキュメント〜55歳の夜明け〜（2011年、NHK総合） - ナレーション
- 松下奈緒「グレース・ケリー、花に生きて」〜日本を愛したモナコ大公妃の素顔に迫る〜（2011年、BS日テレ） - ナビゲーター
- 松下奈緒「ルノワール、描かれた愛。」〜印象派巨匠の人生と絵画を変えた6人の女性〜（2012年、BS日テレ） - ナビゲーター
- ココ・シャネル 奇跡の復活〜逆境からのカムバックに松下奈緒が迫る〜（2013年、BS日テレ） - ナビゲーター
- 松下奈緒 永遠のオードリー（2013年、NHK BSプレミアム） - ナビゲーター
- 沖縄リゾートスタイル（2014年、フジテレビ）
- BSフジV4+日本交流年特別番組
  - 松下奈緒 ミュシャ 幻の大壁画群公開（2014年、BSフジ） - ナビゲーター
  - 松下奈緒 リスト 秘められた愛の旋律（2014年、BSフジ） - ナビゲーター
- ザ・プレミアム 和食 四季の饗宴 〜京都〜（2015年、NHK BSプレミアム） - ナビゲーター
- すばらしきアメリカ旅スペシャル 松下奈緒のNY&ボストン 恋する休日!（2015年、BSフジ）[97]
- 松下奈緒 光の画家モネと旅するセーヌ（2015年、BSフジ）[98]
- “ケルトの風”が運ぶ癒やしの歌声 〜松下奈緒 アイルランド音楽紀行〜（2015年、NHK BSプレミアム）[99]
- 松下奈緒の美味しい旅空!
  - 山陰但馬&城崎温泉（2016年1月9日、テレビ東京）[100]
  - 鹿児島 名君の夢が生んだ世界遺産・美・食を極める。（2016年7月18日、テレビ東京）[101]
- 松下奈緒 ロダンを愛した女たち（2016年、BSフジ） - ナビゲーター[102]
- 松下奈緒の行こうよ!ハワイ 天国の館で極上のフード&アートを極める（2016年9月17日、テレビ東京）[103]
- 松下奈緒のホリデーフライト メルボルン（2017年12月23日、BSフジ） - ナビゲーター
- 松下奈緒 フェルメールの光を求めて（2018年12月23日、BSフジ） - ナビゲーター
- 感動地球スペシャル 
  - 感動地球スペシャル もうひとつのハワイ〜旅人・松下奈緒が行く〜（2019年3月3日、テレビ静岡・フジテレビ系）[104]
  - 感動地球スペシャル みなしごゾウを守れ〜松下奈緒ケニア感動物語〜（2020年3月1日、テレビ静岡・フジテレビ系）[105][106]
- 日経スペシャル ガイアの夜明け（2020年1月7日 - 、テレビ東京） - 3代目案内人[107]
- 東京五輪1964 魂のレシピ（2020年2月9日、読売テレビ制作、日本テレビ系列） - ナビゲーター[108]
- 松下奈緒の京都 美食の細道 料亭・仕出し・寿し・割烹～美味しい都の秘密解明（2021年10月17日、BSフジ） - 番組女将（ナビゲーター）、音楽[109]

### 特別番組
- 24時間テレビ38「愛は地球を救う」（2015年8月22日 - 23日、日本テレビ） - チャリティーパーソナリティー

### 音楽番組
- 第50回日本レコード大賞（2008年、TBSテレビ・ラジオ） - 堺正章、上戸彩とともに司会
- 第42回思い出のメロディー（2010年、NHK総合・ラジオ第1） - 三宅裕司とともに司会
- 第61回NHK紅白歌合戦（2010年、NHK総合・ラジオ第1） - 紅組司会
- SONGS「松下奈緒」（2012年、NHK総合）
- ザ・プレミアム 春ソング2015〜あなたに贈る名曲セレクション〜（2015年4月11日、NHK BSプレミアム） - 司会[110]
- あなたに贈る!クリスマスソング・セレクション（2015年12月24日、NHK BSプレミアム） - 司会
- 第66回NHK紅白歌合戦（2015年、NHK総合・ラジオ第1） - 応援ゲスト[111]
- あなたに贈る!名曲セレクション 春ソングスペシャル（2016年4月7日、NHK BSプレミアム） - 司会
- あなたに贈る!名曲セレクション サマーソングスペシャル（2016年8月19日、NHK BSプレミアム） - 司会
- うたコン「心もまんぷく！絆のうた」（2019年2月26日、NHK総合）
- Premium Music 2021（2021年3月24日、日本テレビ） - 亀梨和也（KAT-TUN）とともに司会[112]

### ラジオ

#### DJ
- 1・DAY ACUVUE MOIST ALLEGRO ANDANTE（J-WAVE、2007年 - 2008年）
- EYEFUL HOME presents Allegro Andante（J-WAVE、2008年）
- SEIKO presents 松下奈緒 Sound Story（TOKYO FM制作、 2013年4月 - 2017年3月）[113]
- Grand SEIKO Presents My Time My Story（TOKYO FM、2023年10月 - ）

#### ドラマ
- 東貴博のヤンピース BITTER SWEET CAFE 『未来予想図 アイシテルのサイン 〜another story〜』（ニッポン放送、2007年9月17日 - 27日） - 宮本さやか 役

#### ゲスト
- 岡田惠和 今宵、ロックバーで〜ドラマな人々の音楽談義〜　第186回（NHK-FM、2016年2月27日）[114]
- 要潤のMagic Hour（TBSラジオ、2022年6月4日 - 25日） - 6月度マンスリーゲスト[115]

### MV
- DREAMS COME TRUE「ア・イ・シ・テ・ルのサイン 〜わたしたちの未来予想図〜」
- いきものがかり「帰りたくなったよ」（砂時計 Movie Ver.）
- FUNKY MONKEY BABYS「この世界に生まれたわけ」

### コンサート
- 松下奈緒×NAOTO×松谷卓 Live
  - 2006.12.06 東京・東京国際フォーラム・ホールC
- DoCoMo Music PUNCH Presents AIR-G' 松下奈緒 バレンタインLIVE
  - 2007.02.14 北海道・宮の森フランセス教会
- Live dolce（単独初LIVE）
  - 2007.07.12 東京・品川教会
- 1・DAY ACUVUE MOIST Allegro Andante Festa
  - 2007.08.02 東京・SHIBUYA-AX
- 松下奈緒LIVE「poco A poco」
  - 2008.01.26 東京・東京国際フォーラム・ホールC
  - 2008.02.09 大阪・なんばHATCH
- アイフルホーム presents 松下奈緒コンサートツアー2009“pf”
  - 2009.04.08 大阪・梅田芸術劇場
  - 2009.04.23 愛知・中京大学文化市民会館・プルニエホール（中ホール）
  - 2009.04.25 東京・東京国際フォーラム・ホールC
  - 2009.05.15 福岡・アクロス福岡・円形ホール
- 松下奈緒コンサート“ Scene#25”
  - 2010.11.21 大阪・サンケイホールブリーゼ
  - 2010.11.22 東京・Bunkamuraオーチャードホール
- JAバンク presents 松下奈緒コンサートツアー“Scene#25” supported by アイフルホーム
  - 2011.04.04 北海道・札幌市民ホール
  - 2011.04.06 石川・金沢歌劇座（追加公演）
  - 2011.04.09 東京・調布市グリーンホール
  - 2011.05.19 愛知・中京大学文化市民会館・オーロラホール（大ホール）
  - 2011.05.21 香川・サンポートホール高松（追加公演）
  - 2011.05.22 神戸・神戸国際会館・こくさいホール
  - 2011.05.24 福岡・福岡市民会館（追加公演）
  - 2011.05.28 鳥取・米子コンベンションセンター
  - 2011.05.29 広島・ALSOKホール
  - 2011.06.12 東京・昭和女子大学人見記念講堂
- 松下奈緒 Concert tour 2012[116]
  - 2012.06.01 東京・調布市グリーンホール・大ホール
  - 2012.06.03 大阪・岸和田市立浪切ホール・大ホール
  - 2012.06.06 新潟・アミューズメント佐渡
  - 2012.06.08 富山・黒部市国際文化センター
  - 2012.06.16 愛知・愛知県芸術劇場・大ホール
  - 2012.06.30 広島・アステールプラザ・大ホール
  - 2012.07.01 長崎・長崎市公会堂
  - 2012.07.14 岡山・津山文化センター
  - 2012.07.16 兵庫・神戸国際会館・こくさいホール
  - 2012.07.21 東京・Bunkamuraオーチャードホール
- 松下奈緒コンサートツアー2013 “WOMAN”[117]
  - 2013.10.11 調布・調布市グリーンホール
  - 2013.10.13 長野・須坂市文化会館 メセナホール
  - 2013.10.14 石川・津幡町文化会館 シグナス
  - 2013.10.16 大阪・NHK大阪ホール
  - 2013.10.24 大分・豊後大野市総合文化センター
  - 2013.10.26 長崎・島原市有明総合文化会館
  - 2013.10.31 葛飾・かつしかシンフォニーヒルズ
  - 2013.11.14 名古屋・愛知県芸術劇場大ホール
  - 2013.11.17 東京・Bunkamuraオーチャードホール
  - 2013.11.20 広島・リーデンローズ 大ホール
  - 2013.11.21 山口・周南市文化会館
- JAバンク presents 松下奈緒コンサートツアー2015　Music Box supported byアイフルホーム[118]
  - 2015.04.18 東京・調布市グリーンホール　
  - 2015.04.29 鹿児島・宝山ホール　
  - 2015.05.09 大阪・サンケイホールブリーゼ　
  - 2015.05.24 静岡・磐田市民文化会館　
  - 2015.06.05 名古屋・愛知県芸術劇場大ホール
  - 2015.06.07 岡山・岡山市民会館　
  - 2015.06.20 東京・Bunkamuraオーチャードホール
  - 2015.07.04 山口・阿武町町民センター文化ホール　
  - 2015.07.05 奈良・新庄文化会館マルベリーホール
- 松下奈緒コンサートツアー2017 〜10 years story〜[119]
  - 2017.02.25 宮崎・日向市文化交流センター
  - 2017.03.04 東京・調布市グリーンホール
  - 2017.03.05 栃木・エニスホール（野木町文化会館）
  - 2017.03.11 大阪・NHK大阪ホール
  - 2017.03.12 兵庫・丹波市立ライフピアいちじま
  - 2017.03.18 山形・南陽市文化会館
  - 2017.04.01 東京・Bunkamuraオーチャードホール
  - 2017.04.15 高知・土佐清水市立市民文化会館
  - 2017.04.16 愛媛・西予市宇和文化会館
  - 2017.04.23 和歌山・和歌山市民会館
- JAバンクpresents 松下奈緒コンサートツアー2019[120]
  - 2019.02.09 東京・調布市グリーンホール
  - 2019.02.11 千葉・千葉県印西市文化ホール
  - 2019.02.16 佐賀・佐賀市文化会館大ホール
  - 2019.03.09 滋賀・滋賀県立文化産業交流会館イベントホール
  - 2019.03.10 大阪・NHK大阪ホール
  - 2019.03.30 福岡・ユメニティのおがた（直方市）
  - 2019.04.13 東京・Bunkamuraオーチャードホール
  - 2019.04.27 愛知・愛知県芸術劇場大ホール

## ディスコグラフィ

### シングル
|     | リリース日     | タイトル              | 備考                                  |
| 1st | 2007年7月11日  | Moonshine〜月あかり〜 |                                       |
| 2nd | 2007年12月19日 | Rain                  |                                       |
| 3rd | 2008年2月27日  | 流れる雲よりもはやく  | 「松下奈緒&清水原小学校6年2組」名義。 |

### 配信限定
|          | リリース日     | タイトル               |
| 配信限定 | 2014年2月12日  | うんとしあわせになろう |
| 配信限定 | 2014年4月2日   | SMASH!!                |
| 配信限定 | 2017年10月25日 | Lovin' You             |

### オリジナル・アルバム
|     | リリース日     | タイトル    |
| 1st | 2006年10月18日 | dolce       |
| 2nd | 2007年10月10日 | poco A poco |
| 3rd | 2009年2月4日   | pf          |
| 4th | 2012年2月29日  | for me      |
| 5th | 2013年10月9日  | WOMAN       |
| 6th | 2015年4月8日   | Music Box   |
| 7th | 2019年2月6日   | Synchro     |
| 8th | 2022年4月13日  | FUN         |
| 9th | 2024年5月8日   | souNds!     |

### ベスト・アルバム
|        | リリース日    | タイトル                         |
| ベスト | 2010年9月22日 | Scene25 〜Best of Nao Matsushita |
| ベスト | 2016年12月7日 | THE BEST 〜10 years story〜      |

### サウンドトラック
|                  | リリース日    | タイトル                                     | 備考                                      |
| サウンドトラック | 2008年2月27日 | 映画「チェスト」オリジナル・サウンドトラック |                                           |
| サウンドトラック | 2013年5月22日 | 「鴨、京都へ行く!」ミュージックコレクション  | 「松下奈緒/野崎良太（Jazztronik）」名義。 |

### 参加楽曲
- 夜の詩 第2番 〜ピアノ編〜（『NHK大河ドラマ「義経」音楽絵巻 〜ORIGINAL SOUND TRACK〜』〈2005年2月23日〉収録） - ピアノ演奏
- The Wonder Years 〜あの素晴らしき歳月に〜（『「ちりとてちん」オリジナル・サウンドトラック』〈2007年12月19日〉収録） - ピアノ演奏
- Happiness feat. 松下奈緒（シェネル『シェネル・ワールド』〈2015年2月11日〉収録） - ピアノ演奏
- 愛してる 〜Piano Ver.〜（藤木直人『1989』〈2015年7月15日〉収録） - ピアノ演奏
- 涙くんさよなら（鈴木雅之『DISCOVER JAPAN III 〜the voice with manners〜』〈2017年8月23日〉収録） - ゲストヴォーカル[30]
- 君の歌はワルツ（BEGIN『Potluck Songs』〈2018年12月12日〉収録） - コーラス、ピアノ演奏[9][121]
- Chasing A Butterfly (feat. Nao Matsushita)（ディーン・フジオカ『Shelly』〈2019年12月11日〉収録） - ピアノ演奏、歌[122][123]
- いきづく feat. Nao Matsushita（flumpool『いきづく feat. Nao Matsushita』〈2024年6月5日〉収録） - ゲストヴォーカル

### 映像作品
- 約束（2005年5月18日）
- Concert Tour Scene#25（2011年10月19日）
- 松下奈緒 チェコ・プラハの旅〜ミュシャ幻の大壁画公開〜（2015年1月21日）

### タイアップ
| 曲名                                           | タイアップ                                                                            |
| ---------------------------------------------- | ------------------------------------------------------------------------------------- |
| Concerto for Ekaterina                         | 「大エルミタージュ美術館展」テーマソング                                              |
| Concerto for Ekaterina                         | 日本テレビ系「史上最大の女帝エカテリーナ 愛のエルミタージュ物語」テーマソング         |
| 夏の美術館                                     | テレビ東京系「美の巨人たち」エンディングテーマ                                        |
| わんこ                                         | 森永製菓「プレミオココア」CMソング                                                    |
| Moonshine〜月あかり〜                          | 松竹配給アニメ映画「ピアノの森」主題歌                                                |
| Rain                                           | TBS系「恋するハニカミ!」テーマソング                                                  |
| my place                                       | J-WAVE「1・DAY ACUVUE MOIST ALLEGRO ANDANTE」テーマソング                             |
| Together                                       | 日本テレビ系「ズームイン!!SUPER」「ズームイン!!サタデー」2007年秋のお天気テーマ       |
| Two                                            | トステム住研グループ「アイフルホーム」CMソング                                        |
| 「ちりとてちん」メインテーマ・ロングバージョン | NHK連続テレビ小説「ちりとてちん」テーマソング                                         |
| 流れる雲よりもはやく                           | ティ・ジョイ配給映画「チェスト!」主題歌                                               |
| f                                              | ソニー「VAIO」CMソング                                                                |
| 夏の思い出                                     | 日本テレビ系「行列のできる法律相談所」企画曲                                          |
| Balloon                                        | BS日本「メンデルスゾーン幻想」テーマソング                                            |
| ほし                                           | TBS系「本日も晴れ。異状なし」劇中歌                                                   |
| プリムラの花がゆれて                           | 読売テレビ「グッと!地球便」テーマソング                                               |
| オレンジ色の涙                                 | 読売テレビ「グッと!地球便」挿入歌                                                     |
| 旅人のテーマ                                   | 日本テレビ系「心の都へ -スペシャル- 美しき古都…千年の旅人」テーマソング               |
| 父の背中                                       | NHKドラマ「割れたせんべい」使用曲                                                     |
| Famiglia                                       | ブラザー工業「MyMio」CMソング                                                         |
| flowing wind                                   | 富士通ゼネラル「nocria」CMソング                                                      |
| GRACE〜princess rose〜                         | BS日本「グレース・ケリー、花に生きて。」テーマソング                                  |
| begin                                          | JAバンクCMソング                                                                      |
| Dream Catcher                                  | コスメデコルテ「モイスチュアリポソーム」CMソング                                      |
| 青空                                           | 富士通ゼネラル「nocria」CMソング                                                      |
| うちに帰ろう                                   | LIXIL住宅研究所「アイフルホーム」CMソング                                             |
| 颯爽と                                         | LIXIL住宅研究所「アイフルホーム」CMソング                                             |
| The Way To You                                 | BS日テレ「ルノワール、描かれた愛。〜印象派巨匠の人生と絵画を変えた6人の女性〜」主題歌 |
| ホントのひかり                                 | フジテレビ系ドラマ「鴨、京都へ行く。-老舗旅館の女将日記-」劇中曲                      |
| Seven Colors                                   | TOKYO FM「SEIKO Presents 松下奈緒 Sound Story」テーマソング                           |
| proof of CAMÉRIA                               | BS日テレ「ココ・シャネル 美の革命」テーマソング                                       |
| 永遠のハジメテ                                 | 富士通ゼネラル「nocria」CMソング                                                      |
| Vivace                                         | 富士通ゼネラル「nocria」CMソング                                                      |
| Spirit                                         | フジテレビ系ドラマ「屍活師〜女王の法医学〜」エンディングテーマ                        |
| うんとしあわせになろう                         | フジテレビ系「めざましテレビ」Tattonイメージソング                                    |
| SMASH!!                                        | ライオン「バファリン プレミアム」CMソング                                             |
| TRUE BLUE                                      | フジテレビ系「JAL沖縄リゾートスタイル」テーマソング                                   |
| REGATO                                         | 富士通ゼネラル「nocria」CMソング                                                      |
| Shine 〜concerto for VISEGRAD                  | BSフジV4+日本交流年特別番組テーマソング                                               |
| 君は                                           | 富士通ゼネラル「nocria X」CMソング                                                    |
| escape                                         | ライオン「バファリン プレミアム」CMソング                                             |
| ブルードレス                                   | TOKYO FM「SEIKO Presents 松下奈緒 Sound Story」テーマソング                           |
| Lovin' You                                     | テレビ朝日系『トットちゃん!』メインテーマ曲                                           |
| きらりら feat. 山村隆太 (flumpool)             | フジテレビ系ドラマ『恋愛戦略会議』主題歌                                              |

## 書籍
|                     | リリース日     | タイトル                                                              |
| フォト&スコアブック | 2007年10月20日 | Dolce                                                                 |
| フォト&スコアブック | 2009年4月10日  | pf                                                                    |
| フォトブック        | 2010年1月24日  | Laugh&Leilani                                                         |
| 単行本              | 2010年10月22日 | ショパン、私の恋人 Chopin, be my love!〜松下奈緒 ショパン、私の恋人〜 |
| フォト&スコアブック | 2011年3月15日  | Nao Matsushita Scene#25                                               |

## 受賞

### 女優賞
- 第35回（2011年）エランドール賞 新人賞（『ゲゲゲの女房』『探偵倶楽部』）[125][126]
- 第7回（2011年）『TVnavi』ドラマ・オブ・ザ・イヤー2010 最優秀主演女優賞（『ゲゲゲの女房』）[127][128]
- 第19回（2011年）橋田賞  新人賞[129][130]

### その他の賞
- 第7回 万年筆ベストコーディネイト賞（2010年） - 販売員選出部門[131]
- 第11回 ベストフォーマリスト賞（2010年）[132]
- 第17回 ベストスマイル・オブ・ザ・イヤー（2010年）[133]
- 2015 ベストビューティストアワード（2015年）[134]
- 第27回日本ジュエリーベストドレッサー賞 30代部門（2016年）[135]
- 第45回ベストドレッサー賞 芸能部門（2016年）[136]